# Alexander Hegius
Alexander Hegius (* 1439/1440 in Burgsteinfurt; † 27. Dezember 1498 in Deventer) war ein deutscher Humanist, Mitglied der Brüder vom gemeinsamen Leben und später auch Priester der katholischen Kirche.

## Leben
Hegius ist nicht, wie lange angenommen, um 1433 in Heek als Sohn eines Schulzen, sondern erst 1439/40 in Burgsteinfurt zur Welt gekommen. Er besuchte wahrscheinlich die Lateinschule in Münster und lernte hier vermutlich Rudolf von Langen kennen. Er studierte jedenfalls nachweislich in Rostock, wo er im Wintersemester 1456/57 als „Sanderus Hek de Stenfordia“ immatrikuliert und im Wintersemester 1462/63 zum Magister geprüft wurde.
1469 wurde er Rektor der städtischen „Großen Schule“ in Wesel und 1474 der Stiftsschule von St. Martin in Emmerich. Diese Berufung verdankte er dem Stiftspropst Graf Moritz von Spiegelberg, einem Freund der neuen humanistischen Bildung. Vom Herbst 1483 bis zu seinem Tod wirkte er als Rektor der zum Stift des hl. Lebuinus gehörigen Schule in Deventer und reformierte sie im humanistischen Sinne, indem er vor allem den Griechischunterricht ins Curriculum aufnahm.
Er begegnete Rudolf Agricola, der Hegius in den Freundeskreis führender Persönlichkeiten des nordwestdeutschen Humanismus einführte, die sich im Zisterzienserkloster Adwert bei Groningen trafen. Einfluss auf den Humanismus gewann Hegius weniger durch seine Werke als vor allem durch seine Schüler, zu denen neben Erasmus von Rotterdam auch Johannes Butzbach, Hermanus Buschius, Johannes Murmellius und Johannes Peringius gehörten.
Beeinflusst wurde Hegius durch die Devotio moderna, eine der deutschen Mystik verwandte religiöse Erneuerungsbewegung des 14./15. Jahrhunderts. Diese strebte eine individuelle Frömmigkeit in der Nachfolge Jesu an. Hegius wurde noch als älterer Mann zum Priester geweiht.
Heute tragen eine weiterführende Schule in Ahaus, das Alexander-Hegius-Gymnasium, und zwei weitere Schulen in Heek und Deventer seinen Namen.